# 로스글라시아레스 국립공원
로스글라시아레스 국립공원은 아르헨티나의 파타고니아지방 산타크루스 주에 있는 국립공원으로, 총 4459 km2의 면적에 해당하는 구역이다. 1981년에 유네스코가 지정한 세계 문화 유산에 등록되었다.
이 지역은 1937년에 아르헨티나 정부에 의해 국립공원에 지정되었으며, 면적이 아르헨티나의 국립공원들 중에서 2번째로 크다. 이 공원의 이름은 47개의 큰 빙하들이 있는 안데스 지방 내의 거대한 빙관들에서 유래하였다. 이 빙관들은 남극과 그린란드를 제외하면 가장 크며, 이 지방의 빙하들 중 13개만이 대서양으로 흘러 들어간다. 세계의 다른 지방에서는 적어도 해발 2,500m 이상의 고도에서 빙하가 형성되기 시작하지만, 이 곳의 빙관의 크기가 매우 크기 때문에 이 지방의 빙하는 해발 1,500m부터 형성되기 시작한다. 이렇게 낮은 고도에서 형성된 빙하들은 해면고도 200m 지역까지 흘러 내려와 산의 빙하는 계속 유지될 수 있다.

## 지리
로스글라시아레스 공원의 30%는 얼음으로 덮여 있으며, 크게 두 지역으로 나뉜다. 각각의 지역은 호수 내에 부분적으로 존재하는 큰 호수에 따라 분류된 것으로, 남쪽에는 면적이 약 1,466 km2로 아르헨티나에서 가장 큰 아르헨티노 호수가 있고, 북쪽에는 1,100 km2의 비에드마 호수가 있다. 두 호수의 물은 모두 산타 크루즈 강으로 흘러 들어가며, 푸에르토 산타 크루즈를 통해 대서양으로 흘러 들어간다. 이 두 호수 사이의 가운데 지역에는 관광객들이 접근할 수 없는 조나 센트로가 있다.
비에드마 호수 부근의 북쪽 지역에는 비에드마 빙하를 비롯하여 많은 빙하들이 있으며, 등산과 트레킹을 즐기는 사람들에게 인기가 많은 세로 찰텐과 세로 토레가 있다.
아르헨티노 호수가 있는 남쪽 지역에는 수많은 군소 빙하들과 함께 호수로 흘러들어가는 큰 빙하들이 있는데, 대표적인 것이 페리토 모레노 빙하, 웁살라 빙하, 스페가찌니 빙하다. 보통의 관광 투어용 배는 웁살라 빙하와 스페가찌니 빙하에 가기 위해 꼭 거쳐야 하는 바히아 오넬리에 가기 위해 빙산들 사이를 지나간다. 페리토 모레노 빙하는 육지로 이동 가능하다.

## 생태 환경
이 지역의 산은 태평양에서 충분한 습기를 공급받기 때문에 빙하로 인한 평균 기온 7.5 °C의 차가운 공기와 맞물려 스텝 기후를 띈다. 이 지역은 구아나코, 회색 여우, 레아 등의 서식지이며, 이중에서 회색 여우의 경우는 가축의 방목으로 인해 멸종 위기에 처해 있다. 구아나코는 아직까지는 멸종 위기는 아니지만 파타고니아지방의 다른 개체들의 수가 급격하게 늘어나면서 급격한 감소 추세를 보이고 있다. 또한 콘도르와 독수리 등을 포함한 1000종이 넘는 조류가 분포하는 것으로 알려져 있으나 100종만이 파악되고 있다. 파타고니아 스텝 기후를 나타내는 지방과 빙하 지형 사이의 마젤란 해변과 렌가 해변 등의 지역에는 수많은 식물들이 사는 숲이 있으며, 남극 주변 지방에는 사슴과 오리등이 살고 있다.

## 관광
이 지방은 세계적인 관광지로, 매년 수백만 달러를 벌어 들이고 있다. 아르헨티노 호수의 엘칼라파테 마을과 북쪽 지역의 엘찰톤 마을에서 시작하는 투어가 있다.

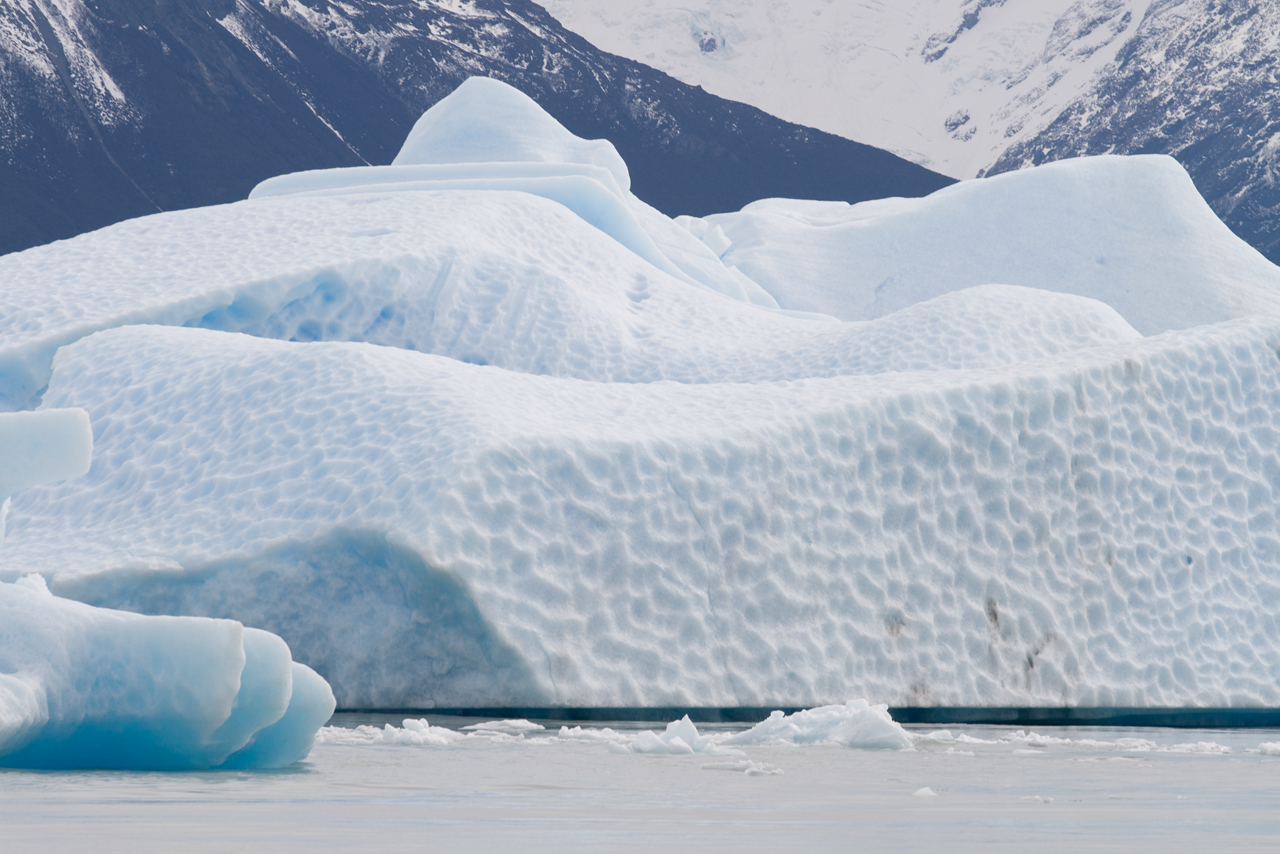
웁살라 빙하 근처의 아르헨티노 호수에 떠있는 빙산
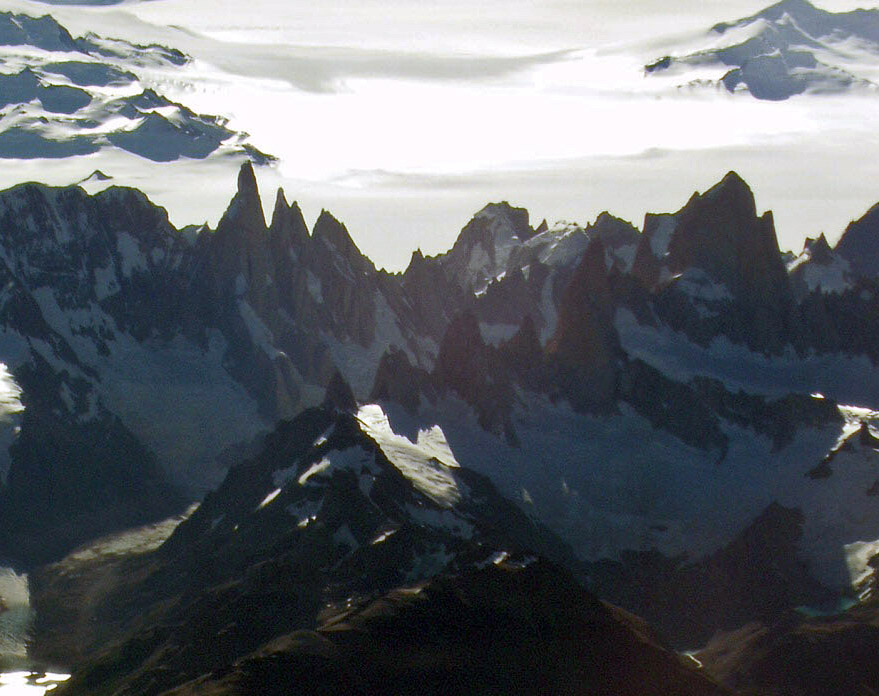
상공에서 본 세로 토레
스페가찌니 빙하가 내려가는 100m의 벽
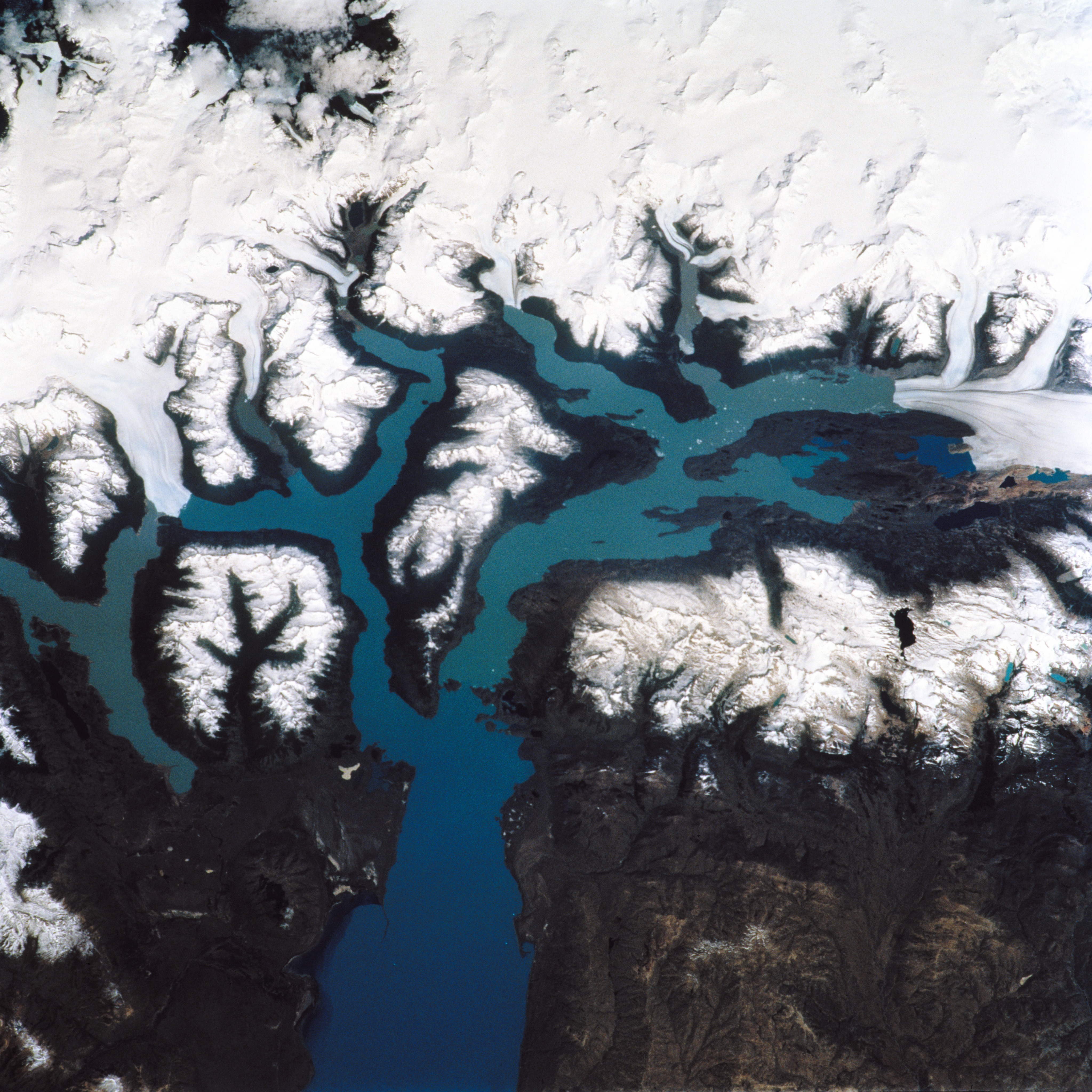
The national park as seen from space

## 같이 보기
- 아르헨티나의 관광

## 참고 문헌
- Alan Kearney. 1993. Mountaineering in Patagonia. Seattle USA: Cloudcap.